# Sceat

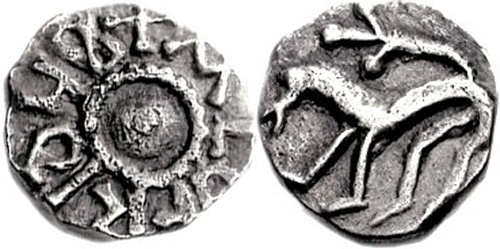
Sceat de Aldfrido de Northumbria. 685-705.

Sceattas (singular sceat, no sceatta) eran monedas pequeñas de plata acuñadas en Inglaterra, Frisia y Jutlandia en tiempos anglosajones.

## Historia
Su nombre deriva de una palabra anglosajona que significa 'riqueza', la cual fue aplicada a esas monedas desde el siglo VII, basándose en interpretaciones del código de leyes de Ethelberto de Kent y Beowulf. Sin embargo es posible que las monedas fuesen conocidos por sus contemporáneos como peniques, como las monedas anglosajonas de plata posteriores. Las sceattas son muy diversas y se han clasificado en más de cien tipos distintos derivados del catálogo del Museo Británico de la década de 1980, y por una clasificación alfabética ampliada por Stuart Rigold en la década de 1970. La gran cantidad de hallazgos realizados en los pasados treinta años con detectores de metales ha alterado radicalmente el conocimiento sobre su acuñación, pero parece probable que estas monedas se utilizaban de forma usual y cotidiana en todo el este y sur de Inglaterra a principios del siglo VIII. A raíz de estos hallazgos también se hace necesaria una revisión de su clasificación actual.

## Leyendas e iconografía
Las sceattas raramente portan leyendas de ningún tipo, aunque un pequeño número de ellas lleva el nombre de la Casa de la Moneda de Londres y otras llevan pequeñas leyendas rúnicas tales como 'Aethiliraed' o 'Efe', que es probable que no se refieran a reyes. Una serie, U, ha sido vinculada al rey Ethelbaldo de Mercia (716-57) sobre la base de su iconografía, aunque recientes investigaciones sugieren que esto es muy improbable. Sobre la base de la iconografía de algunas sceattas, también se ha sugerido que fueron expedidas por autoridades eclesiásticas, como obispos o abadeses. La acuñación podría no haber sido una prerrogativa estrictamente urbana o secular y que las monedas fueran usadas para muchos pagos más allá del puro comercio de compra-venta.

## Acuñación
Asociar las sceattas con unas casas de monedas o reinos particulares es muy difícil, y debe estar basado principalmente en el estudio de las muestras encontradas, principalmente por detectores de metales desde los años 70. De este modo ha sido posible atribuir algunos tipos con bastante confianza, tal como las series H con Wessex y, en particular, Southampton y las series S con el Reino de Essex. En Dinamarca, las series X han sido asociadas con el comercio temprano de Ribe.
La cronología de las sceattas es también muy difícil de determinar. Algunas de las primeras series usan los mismos diseños que en las 'thrymsas' de oro pálido (Latin 'tremissis', un tercio de un sólido) y, por analogía con otras monedas más estudiadas de los francos, pueden ser datadas sobre el año 680. Se sabe que esas monedas fueron acuñadas en la ciudad frisona de Dorestad (al sur de Utrecht, en Holanda) y que circularon de forma común por el reino franco hasta la reforma monetaria de Pipino el Breve.
En los siguientes treinta o cuarenta años tras el 680 se produjeron y circularon las principales series de sceattas', en general de metal de buena calidad. Estuvieron en gran medida restringidas al reino de Kent y al estuario del Támesis, aunque unas pocas fueron creadas en Northumbria portando el nombre del rey Aldfrith (685-704). Las series secundarias, desde 710 a 750, se expandieron masivamente a lo largo del sur y este de Inglaterra por todos los grandes reinos anglosajones: uno o más tipos pueden ser atribuidos con mayor o menor confianza a Wessex, Mercia, Sussex, Essex, Kent, Northumbria y Anglia del este.
Hubo mucha copia y degradación, y el peso pudo fluctuar considerablemente (c. 0.8–1.3 gramos). Hay pocas muestras de este período con las que construir una relativa cronología, y cualquier nuevo descubrimiento podría alterar radicalmente las teorías actuales. El final de las sceattas es especialmente difícil de determinar, pero es probable que fuese en un período de algunas décadas a mediados del siglo VIII cuando ya muy pocas monedas de este estilo fueron producidas en Inglaterra.

## Imágenes
Aunque las sceattas presentan muchos problemas de organización, atribución y fechado, también llevan una gran variedad de diseños de extensa influencia celta, romana y germánica. Estos diseños incluyen figuras humanas, de animales, pájaros, cruces, plantas o monstruos.
- Datos: Q2723650
- Multimedia: Sceat / Q2723650